# Ön (Malmö)

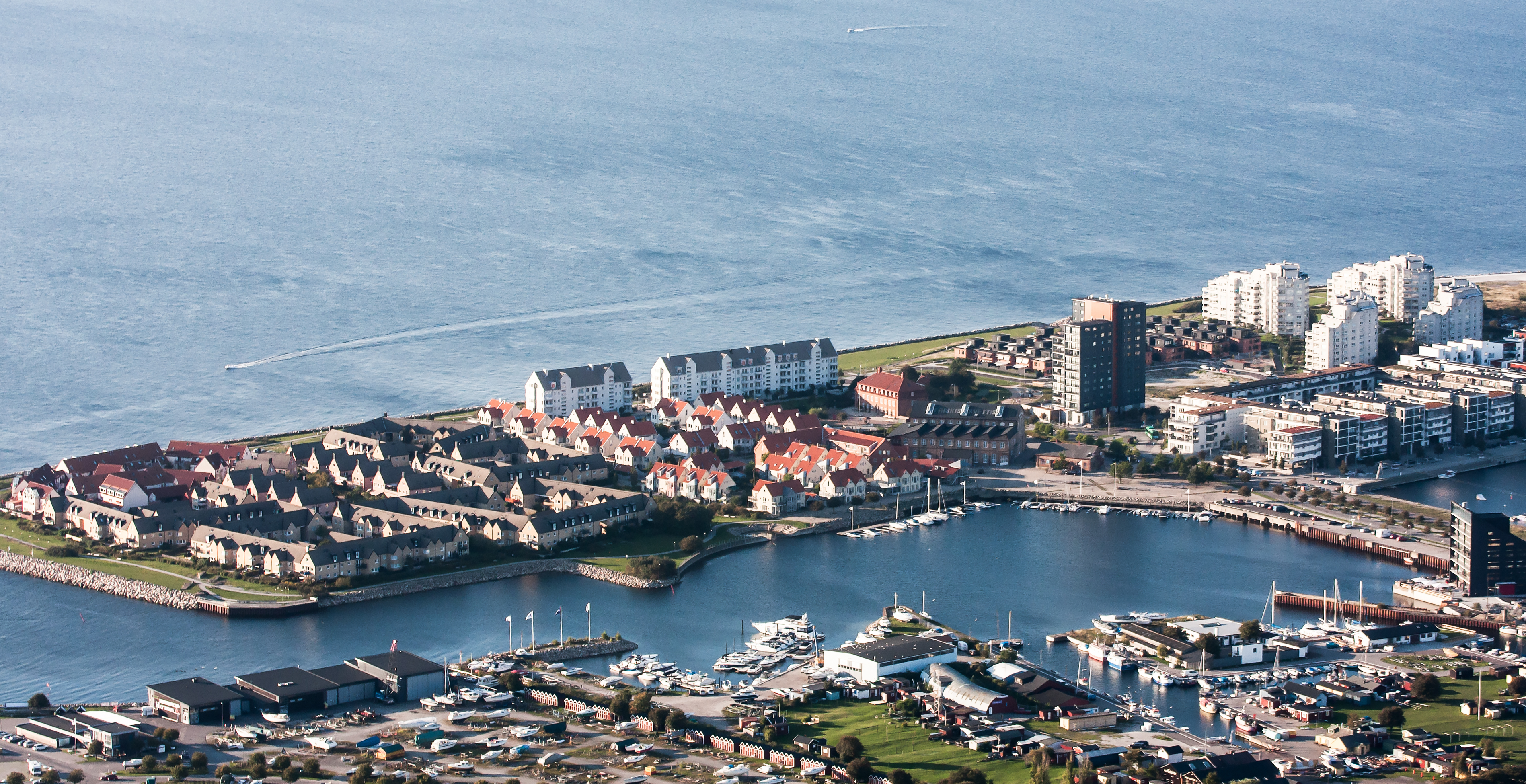
Luftaufnahme von Ön

Ön (deutsch Insel) ist eine der Stadt Malmö vorgelagerte Insel im Öresund. Sie liegt im Bezirk Limhamn-Bunkeflo. Heute gibt es keine Brücke mehr zwischen der Insel und Limhamn, sondern eine kurze Straße, so dass die Insel technisch gesehen eine Halbinsel ist.
Während im Kalksteinbruch von Limhamn Kalk für die Zementherstellung abgebaut wurde, nutzte man das Gebiet zur Ablagerung von Schlacke und legte so den Grundstein für eine neue künstliche Insel.
In der ersten Hälfte des 20. Jahrhunderts wurden hier verschiedene industrielle Tätigkeiten ausgeübt: Schiffswerften (1916–1921) und Flugzeugbau (1925–1935). Zwei der Bürogebäude und ein Fabrikgebäude sind heute noch erhalten und beherbergen Skolan på Ön, einen Supermarkt und Friskis & Svettis.
Die Insel wird durch den Övägen in einen nördlichen und einen südlichen Teil geteilt.
Der nördliche Teil der Insel wurde Anfang der 1990er Jahre mit Mehrfamilienhäusern bebaut, der südliche Teil Ende der 1990er Jahre.
Heutzutage wird die Insel hauptsächlich als Wohnort genutzt, aber es gibt auch die Inselschule und Friskis & Svettis. Die Insel ist auch bekannt für ihre Sportfischerei und den Fischreichtum im nördlichen Teil der Insel. Es gibt auch Fischerboote, die für Ausflüge genutzt werden. Auf der Insel wird auch getaucht und es werden Tauchkurse angeboten, und vor der Nordküste der Insel liegt ein Wrack, zu dem die Leute tauchen. Auf der Insel gibt es auch einige Geschäfte wie Massage, Friseur und Pizzeria.
Koordinaten: 55° 35′ N, 12° 55′ O